# Svržno (hradiště)
Svržno je zaniklé pravěké hradiště u stejnojmenné vesnice severně od Hostouně v okrese Domažlice. Nachází se na pravém břehu Radbuzy na vrcholu Černého vrchu v nadmořské výšce až 592 metrů. Hradiště bylo zničeno těžbou kamene v sousedním kamenolomu.

## Historie
Hradiště na Černém vrchu vzniklo v pozdní době bronzové a znovu bylo osídleno v pozdní době halštatské. Neopevněné sídliště lidu michelsberské kultury však na vrchu existovalo již na počátku eneolitu a zaujímalo větší plochu než mladší pozdně halštatské opevnění. Další neopevněná sídliště na vrchu byla ve střední a mladší době bronzové a během starší až střední doby hradištní. S pozdní dobou bronzovou souvisí depot předmětů, které poukazují na velký hospodářský a obchodní význam hradiště. Depot obsahoval kadlub na odlévání dlát, tři srpy, dvě sekery a dláto s tulejí. Ojedinělý nález železné spony dokládá epizodické návštěvy lokality v době laténské. Hradiště zaniklo mohutným požárem na sklonku pozdní doby halštatské a nebylo obnoveno.

## Stavební podoba
Hradiště z pozdní doby bronzové bylo chráněné šíjovým opevněním, před které byl předsunutý šedesát metrů dlouhý příkop. V době halštatské bylo toto starší opevnění obnoveno a doplněno novou hradbou, která vymezila přibližně obdélníkový areál. Halštatská hradba měla dvě stavební fáze. Starší z nich tvořila pouhá palisáda, kterou později nahradila 2,8–3 metry široká hradba. Její těleso se skládalo ze dvou zdí, mezi kterými byl prostor vyplněn dřevěnou konstrukcí a hlinitým štěrkem. Brána se nacházela v severozápadním rohu. Druhý vchod mohl být ve východní části hradiště zničené kamenolomem. Zástavbu halštatské fáze tvořily nadzemní domy a zahloubené sídelní objekty rozmístěné podél hradeb i ve středu hradiště.